# Īsatay Aūdany (distrikt i Kazakstan, Aqtöbe)
Īsatay Aūdany är ett distrikt i Kazakstan.   Det ligger i oblystet Aqtöbe, i den västra delen av landet, 1 100 km väster om huvudstaden Astana.